# Marc-André Gragnani
Marc-André Gragnani (né le 11 mars 1987 à Montréal, Québec au Canada) est un joueur professionnel canadien de hockey sur glace. Il évolue au poste de défenseur.

## Biographie

### Carrière en club
Natif de Montréal, il joua son hockey junior avec le Rocket de l'Île-du-Prince-Édouard dans la Ligue de hockey junior majeur du Québec durant quatre saisons. Il connut assez de succès pour jouer avec l'équipe canadienne des moins de 18 ans lors du Championnat du monde junior de hockey sur glace en 2005. Il fut aussi sélectionné par les Sabres de Buffalo lors du Repêchage d'entrée dans la LNH de 2005. Il participe avec l'équipe LHJMQ au Défi ADT Canada-Russie en 2005 et 2006.
En 2007, il fit ses débuts professionnels avec le club-école des Sabres, les Americans de Rochester de la Ligue américaine de hockey. Le 23 février 2008, il rejoint les Sabres pour 2 parties avant de retourner avec les Americans.
Troisième compteur des recrues à sa première saison professionnelle. Nommé recrue de son équipe lors de sa première saison comme professionnel à Rochester.
En avril 2009, il bat un record de points pour un défenseur (51 points) pendant la saison régulière dans la franchise de Portland dans la LAH. De plus, il détient le record de plus d'aides pour un défenseur dans la franchise de Portland (42). Le 27 février 2012, il est échangé avec Zack Kassian aux Canucks de Vancouver en retour de Cody Hodgson et  Alexander Sulzer.
Le 11 juillet 2012, il signe un contrat d'un an à deux volets avec les Hurricanes de la Caroline. Durant les saisons 2013-2014 et 2014-2015, il joua dans la KHL et la LNA. 
Le 3 juillet 2015, il signe un contrat d'un an les Devils du New Jersey. Après une saison en Amérique du Nord, il retourne dans la KHL et signe un contrat avec le HK Dinamo Minsk.

### Carrière internationale
Il représente l'équipe du Canada au niveau international. Il a participé aux sélections jeunes.

## Statistiques
| Saison     | Équipe                            | Ligue      |    | Saison régulière | Saison régulière | Saison régulière | Saison régulière | Saison régulière |   | Séries éliminatoires | Séries éliminatoires | Séries éliminatoires | Séries éliminatoires | Séries éliminatoires |
| Saison     | Équipe                            | Ligue      | PJ | B                | A                | Pts              | Pun              | PJ               | B | A                    | Pts                  | Pun                  |                      |                      |
| 2003-2004  | Rocket de l'Île-du-Prince-Édouard | LHJMQ      | 61 | 2                | 13               | 15               | 42               | 11               | 0 | 0                    | 0                    | 4                    |                      |                      |
| 2004-2005  | Rocket de l'Île-du-Prince-Édouard | LHJMQ      | 68 | 10               | 29               | 39               | 48               | -                | - | -                    | -                    | -                    |                      |                      |
| 2005-2006  | Rocket de l'Île-du-Prince-Édouard | LHJMQ      | 62 | 16               | 55               | 71               | 75               | 6                | 1 | 4                    | 5                    | 14                   |                      |                      |
| 2006-2007  | Rocket de l'Île-du-Prince-Édouard | LHJMQ      | 65 | 22               | 46               | 68               | 58               | 7                | 5 | 8                    | 13                   | 4                    |                      |                      |
| 2007-2008  | Americans de Rochester            | LAH        | 78 | 14               | 38               | 52               | 38               | -                | - | -                    | -                    | -                    |                      |                      |
| 2007-2008  | Sabres de Buffalo                 | LNH        | 2  | 0                | 0                | 0                | 4                | -                | - | -                    | -                    | -                    |                      |                      |
| 2008-2009  | Pirates de Portland               | LAH        | 76 | 9                | 42               | 51               | 59               | 5                | 0 | 2                    | 2                    | 4                    |                      |                      |
| 2008-2009  | Sabres de Buffalo                 | LNH        | 4  | 0                | 0                | 0                | 2                | -                | - | -                    | -                    | -                    |                      |                      |
| 2009-2010  | Pirates de Portland               | LAH        | 66 | 12               | 31               | 43               | 37               | 4                | 0 | 2                    | 2                    | 0                    |                      |                      |
| 2010-2011  | Pirates de Portland               | LAH        | 63 | 12               | 48               | 60               | 51               | -                | - | -                    | -                    | -                    |                      |                      |
| 2010-2011  | Sabres de Buffalo                 | LNH        | 9  | 1                | 2                | 3                | 2                | 7                | 1 | 6                    | 7                    | 4                    |                      |                      |
| 2011-2012  | Sabres de Buffalo                 | LNH        | 44 | 1                | 11               | 12               | 20               | -                | - | -                    | -                    | -                    |                      |                      |
| 2011-2012  | Canucks de Vancouver              | LNH        | 14 | 1                | 2                | 3                | 6                | -                | - | -                    | -                    | -                    |                      |                      |
| 2012-2013  | Checkers de Charlotte             | LAH        | 42 | 3                | 25               | 28               | 29               | -                | - | -                    | -                    | -                    |                      |                      |
| 2012-2013  | Hurricanes de la Caroline         | LNH        | 1  | 0                | 0                | 0                | 0                | -                | - | -                    | -                    | -                    |                      |                      |
| 2013-2014  | HC Lev Prague                     | KHL        | 42 | 2                | 7                | 9                | 43               | 22               | 0 | 4                    | 4                    | 0                    |                      |                      |
| 2014-2015  | CP Berne                          | LNA        | 49 | 8                | 29               | 37               | 18               | 11               | 1 | 4                    | 5                    | 0                    |                      |                      |
| 2015-2016  | Devils d'Albany                   | LAH        | 57 | 1                | 30               | 31               | 16               | 11               | 0 | 3                    | 3                    | 16                   |                      |                      |
| 2015-2016  | Devils du New Jersey              | LNH        | 4  | 0                | 0                | 0                | 2                | -                | - | -                    | -                    | -                    |                      |                      |
| 2016-2017  | HK Dinamo Minsk                   | KHL        | 56 | 4                | 33               | 37               | 38               | 5                | 0 | 1                    | 1                    | 2                    |                      |                      |
| 2017-2018  | HK Dinamo Minsk                   | KHL        | 55 | 6                | 29               | 35               | 54               | -                | - | -                    | -                    | -                    |                      |                      |
| 2018-2019  | HC Red Star Kunlun                | KHL        | 23 | 2                | 11               | 13               | 14               | -                | - | -                    | -                    | -                    |                      |                      |
| 2019-2020  | Dinamo Minsk                      | KHL        | 47 | 8                | 17               | 25               | 20               | -                | - | -                    | -                    | -                    |                      |                      |
| 2020-2021  | Djurgården IF                     | SHL        | 5  | 2                | 3                | 5                | 0                | 1                | 0 | 0                    | 0                    | 0                    |                      |                      |
| 2021-2022  | Djurgården IF                     | SHL        | 32 | 4                | 10               | 14               | 6                | 4                | 1 | 3                    | 4                    | 2                    |                      |                      |
| Totaux LNH | Totaux LNH                        | Totaux LNH | 78 | 3                | 15               | 18               | 36               | 7                | 1 | 6                    | 7                    | 4                    |                      |                      |

### Statistiques en équipe nationale
| Année | Équipe     | Compétition                  |   | PJ | B | A | Pts | Pun                |  | Résultat |
| 2005  | Canada U18 | Championnat du monde -18 ans | 6 | 0  | 3 | 3 | 0   | Médaille d'argent  |  |          |
| 2011  | Canada     | Championnat du monde         | 6 | 1  | 1 | 2 | 2   | 5e place           |  |          |
| 2018  | Canada     | Jeux olympiques              | 6 | 0  | 3 | 3 | 2   | Médaille de bronze |  |          |

## Trophées et honneurs personnels
- International
  - 2005 : médaille d'argent- Canada U-18
- Ligue américaine de hockey
  - 2008 : nommé recrue de l'année chez les Americans de Rochester
  - 2011 : nommé dans la 1re équipe d'étoiles
  - 2011 : remporte le trophée Eddie-Shore.